# Kilominx
Il kilominx, chiamato anche flowerminx perché sembra un fiore, è la versione 2x2 del Megaminx, il dodecaedro di Rubik.
Ci sono 3 varianti del kilominx: il kilominx stesso, il Master kilominx (la versione 4x4 del megaminx) e l'Elite kilominx (la versione 6x6 del megaminx), ormai poco diffuso.

## Record
Il record mondiale del kilominx è di 16,42 secondi ed è stato fatto da uno youtuber chiamato ElectroCuberZZ.
Il record precedente era di 19,77 secondi ed era stato fatto da Lucas Etter.

## Permutazioni
Le permutazioni del kilominx sono esattamente 2.827.667.256.677.828.601.330.880.000, che equivale a 2,82 quadriliardi di combinazioni possibili.

## Soluzione
Molti per risolvere il kilominx guardano prima il tutorial del Pocket cube, la versione più piccola del Cubo di Rubik, ma non è fondamentale.
Per prima cosa occorre imparare i nomi delle mosse:
R=Faccia di destra da ruotare in senso orario
L=Faccia di sinistra da ruotare in senso orario
U=Faccia di sopra da ruotare in senso orario
RD=Faccia di destra in basso da ruotare in senso orario
LD=Faccia di sinistra in basso da ruotare in senso orario
F=Faccia frontale da ruotare in senso orario
X=Ruotare a sinistra tutto il cubo
Y=Ruotare in basso tutto il cubo
L'apostrofo in una di queste mosse significa che la stessa parte bisogna ruotarla al contrario
Il 2 dopo una mossa fa sì che la mossa si ripeta 2 volte.
Dopo aver imparato i nomi delle mosse, si risolve il kilominx in due passi:
- passo 1: Completare la faccia bianca facendo combaciare gli angoli inferiori delle parti blu, rossa, verde, viola, gialla.
- passo 2: Inserire gli angoli delle parti blu, rossa, verde, viola, gialla nel posto giusto senza danneggiare la parte bianca, utilizzando nella parte superiore la sequenza R U R' U'